# Émetteur du Bois de la Vierge
L'émetteur de radiodiffusion et télévision d'Épinal-Bois de la Vierge est implanté dans le département des Vosges, à 3 km au sud d'Épinal, sur un site culminant à 450 m d'altitude.

## RadioFM
Le pylône haubané émet toutes les radios spinaliennes sauf Radio Cristal (107.3 FM)[réf. nécessaire] :
| Fréquence | Radio            | Catégorie      | Puissance |
| --------- | ---------------- | -------------- | --------- |
| 89.4      | France Musique   | Radio publique | 10 kW     |
| 89.9      | RMC              | E              | 1 kW      |
| 91.2      | M Radio          | D              | 1 kW      |
| 91.9      | NRJ Vosges       | C              | 1 kW      |
| 92.4      | France Culture   | Radio publique | 10 kW     |
| 94.6      | Magnum la radio  | B              | 1 kW      |
| 95.1      | Skyrock          | D              | 1 kW      |
| 97.2      | Rire et Chansons | D              | 1 kW      |
| 98.6      | France Inter     | Radio publique | 10 kW     |
| 100.0     | Ici Sud Lorraine | Radio publique | 1,5 kW    |
| 101.2     | Fun Radio        | D              | 1 kW      |
| 102.0     | Europe 1         | E              | 1 kW      |
| 103.5     | Virgin Radio     | D              | 1 kW      |
| 103.9     | RFM              | D              | 1 kW      |
| 104.3     | Nostalgie        | D              | 1 kW      |
| 105.2     | RTL              | E              | 1 kW      |
| 106.5     | France Info      | Radio publique | 10 kW     |
| 107.8     | Vosges FM        | A              |           |

## Télévision

### Diffusion analogique
La liste ci-dessous décrit les chaînes qui ont arrêté leur diffusion en analogique le 28 septembre 2010.
| Chaîne            | Puissance   | Canal | Gamme d'ondes | Polarisation |
| ----------------- | ----------- | ----- | ------------- | ------------ |
| TF1               | 21 kW PAR   | 65    | UHF           | Horizontale  |
| France 2          | 21 kW PAR   | 60    | UHF           | Horizontale  |
| France 3 Lorraine | 21 kW PAR   | 63    | UHF           | Horizontale  |
| Canal+            | 0,1 kW PAR  | 10    | VHF           | Verticale    |
| France 5 / Arte   | 0,22 kW PAR | 54    | UHF           | Horizontale  |
| M6                | 0,22 kW PAR | 52    | UHF           | Horizontale  |

### Diffusion numérique[2]
| Multiplex                                                                    | Puissance | Canal | Polarisation | Diffuseur | cell ID (Décimal) |
| ---------------------------------------------------------------------------- | --------- | ----- | ------------ | --------- | ----------------- |
| R1 : France 2, France 3 Lorraine, France 4, France Info et Vosges Télévision | 3,2 kW    | 42H   | Horizontale  | TDF       | 831               |
| R2 : Gulli, BFM TV, CNews, CStar, T18, Novo 19 (à partir du 1er septembre)   | 2,1 kW    | 31H   | Horizontale  | TDF       | 2                 |
| R4 : France 5, M6, Arte, W9, 6ter et Paris Première                          | 3,2 kW    | 37H   | Horizontale  | TowerCast | 4                 |
| R6 : TF1, LCP, TMC, TFX et LCI                                               | 3,2 kW    | 27H   | Horizontale  | TowerCast | 6                 |
| R7 : TF1 Séries Films, L'Équipe, RMC Story, RMC Découverte et Chérie 25      | 3,2 kW    | 45H   | Horizontale  | TDF       | 7                 |
| R9 : France 2 UHD                                                            | 3 kW      | 30H   | Horizontale  | TowerCast |                   |

## Téléphonie mobile[3]

### Orange
Orange possède un relais émettant uniquement des ondes en 2G.

### SFR
SFR possède des relais émettant des ondes en 2G, 3G et 4G.

### Bouygues Telecom
Bouygues Télécom possède des relais émettant des ondes en 2G, 3G et 4G.

### Free
Free possède des relais émettant des ondes en 3G et 4G.

## Autres réseaux

### Faisceau hertzien
TDF, SFR, Bouygues Télécom et Free reçoivent et transmettent leurs données par ce mode de communication.

### Radiomessagerie
L'opérateur E*Message utilise des ondes en RMU et en POCSAG pour transmettre des alertes.

### EDF
EDF utilise le pylône haubané du Bois de la Vierge pour transmettre et recevoir des signaux en COM TER.

## Photos et illustrations
- Épinal - Bois de la Vierge (88) sur tvignaud.pagesperso-orange.fr